# Ephraim Mogale
Ephraim Mogale es un municipio local sudafricano situado en el distrito de Sekhukhune, en la provincia de Limpopo.

## Superficie
Ephraim Mogale tiene una superficie de 2011 km².

## Demografía
En 2022, tenía 132 468 habitantes, una densidad poblacional de 65,86 hab./km², y 35 953 viviendas.